# Código del Trabajo
Un Código del Trabajo o Código Laboral, (también llamado código de leyes laborales) es un codificación de leyes laborales en forma legislativa. La codificación es la ordenación sistemática y cohesionada de normas que pueden verterse en un cuerpo legal único con uniformidad de contenido.
Uno de los primeros códigos laborales fue el introducido en 1918 en la República Socialista Federativa Soviética de Rusia, como marco legal subyacente al requisito para declarar el derecho al trabajo declarado en la primera Constitución soviética.
Después de la Segunda Guerra Mundial, se introdujeron códigos laborales basados en el mismo conjunto de garantías sociales en la República Democrática Alemana, la República Popular de Hungría, la República Popular de Polonia y los otros países socialistas de Europa Central y Oriental.
Actualmente, en la Federación Rusa existe el Código del Trabajo, así como en algunas otras ex Repúblicas Soviéticas.
En Canadá, el Código Laboral (R.S., 1985, c. L-2) fue adoptada en 1985 reemplazando la Ley de Investigación de Conflictos y Relaciones Laborales de 1948.
Además, cabe resaltar que la adopción de estos códigos laborales se ha extendido a muchos países de América Latina mayoritariamente bajo la denominación de Código del Trabajo.

## India
El Parlamento de la India aprobó cuatro códigos laborales en las sesiones de 2019 y 2020. Juntos, estos cuatro códigos fusionaron 44 leyes laborales existentes.
1. El Código de Relaciones Industrial 2020
2. El Código en Seguridad Social 2020
3. La Seguridad Ocupacional, Salud y Código de Condiciones Laborables, 2020
4. El Código en Sueldos 2019

## URSS
en ruso: Кодекс законов о труде:, (abbr. КЗОТ, "KZOT").
El 10 de julio de 1918, el 5° Congreso de los Soviets de Toda Rusia adoptó la Constitución de Rusia que declaraba el derecho y el deber de trabajar para toda la ciudadanía. De conformidad con esto el Comité Ejecutivo Central de Toda Rusia aprobó el Código de Leyes Laborales y el "Reglamento sobre los libros de registro de empleo" como Apéndice del Artículo80 de este Código.

## República Democrática Alemana
en alemán: Arbeitsgesetzbuch:, (abbr. AGB).

## República Checa
El nuevo código laboral (en checo: Zákoník práce) de la República Checa (No.262/2006Sb.) en vigor desde el 1 de enero de 2007, deroga el Código de 65/1965.

## Chile y Latinoamérica
El Código del Trabajo en Chile, se promulgó el 13 de mayo de 1931. Actualmente, está compuesto por 5 libros, donde trata el Contrato individual de trabajo y la capacitación laboral; La Protección a los trabajadores; Las Organizaciones Sindicales; La Negociación Colectiva; y La Jurisdicción laboral. Junto con México, en 1931, fue la primera codificación de leyes laborales en Latinoamérica. Luego, en Brasil, año 1943; Venezuela, 1936; Ecuador, 1938; Bolivia, 1939; Costa Rica, 1943; Nicaragua, 1945; Guatemala y Panamá, 1947; en la misma época, en países como Argentina, Cuba, Uruguay y Perú, ya existía legislación laboral, pero sin codificar; Colombia, 1950; República Dominicana, 1951; Honduras, 1959; Paraguay, 1961.